# I'm Not Dead
I'm Not Dead (español:No Estoy Muerta) es el cuarto álbum de estudio de la cantante estadounidense P!nk. Fue lanzado en Estados Unidos y Canadá el 11 de octubre del 2006 y lanzado un día antes en otros países. Para esta producción Pink trabajó con diversos compositores, entre ellos Billy Mann , Josh Abraham , Max Martin , Luke Gottwald , Butch Walker y Mike Elizondo. El álbum vendió 126 000 copias en su semana de lanzamiento en Estados Unidos, siendo certificado con el Disco de Platino por la RIAA. Se publicaron cuatro sencillos: el primero, "Stupid Girls" se posicionó número 13 en el Billboard Hot 100. "Who Knew" alcanzó el número 9 en dicha lista y "U + Ur Hand" logró la posición número 9. El último sencillo "Nobody Knows" alcanzó la posición 24. El álbum es uno de los más aclamados de la artista debido a su contenido, en el expresa su opinión ante la sociedad, política y demás como lo demuestra con la canción "Dear Mr. President". El álbum logró el récord de más semanas en el top 40 en Australia con un total de 167 semanas desde el 2006 hasta la fecha.

## Historia
Originalmente el álbum iba a ser titulado Long Way to Happy, como la canción del mismo nombre, pero Pink cambió de idea y decidió llamarlo I'm Not Dead debido a que era un nombre más llamativo. Pink dijo que el título del álbum fue I'm Not Dead porque "Se trata de estar viva y enérgica y no sentarse y cerrar la boca por que a la gente no le guste, se trata del despertar y de como sentirse bien de nuevo, además de darme cuenta que tengo mucho que aprender, que antes creía que lo sabía todo. Eso es definitivamente gran parte de este título". De acuerdo con Pink, ella no esperaba ser muy emocional en este álbum al igual que en Try This, pero estaba casi obligada a involucrarme emocionalmente "por sus colaboradores" como Billy Man. "Supongo que fue solo en ese tipo de lugar donde me sentí como si de alguna manera tenía algo que añadir al mundo", dijo. "Siento que hay un agujero, que la gente solo está hablando de basura. Yo me estaba sintiendo realmente creativa y emocional, realmente disponible otra vez, y salió muy bien". Según ella, para este álbum había escrito más de 40 canciones "sobre todo lo que podía imaginar".

## Recepción y rendimiento
El álbum tuvo una positiva recepción por parte de la crítica especializada, recibiendo una puntuación 70/100 por parte de Metacritic. En 2006 Pink recibió el premio a "Solista Internacional del Año" por parte de la revista Glamour Magazine, en los MTV Video Music Awards de ese año ganó en la categoría "Mejor Vídeo Femenino" por "Stupid Girls". En los MTV Australia Music Awards de 2007 ganó por "Mejor artista femenina". El mismo año, el álbum ganó en la categoría de Mejor Álbum Internacional en los Rockbjörnen Awards.
I'm Not Dead debutó en el número 6 del Billboard 200 en los Estados Unidos con ventas de 126 000 copias en su semana de lanzamiento, un debut superior a los anteriores álbumes de Pink, Missundaztood (2001) y Try This (2003), aunque las posteriores semanas las ventas fueron inferiores. Hasta ese entonces fue el álbum de Pink que más semanas se mantuvo en la lista del Billboard 200, con un total de 23 semanas, y reapareció en el puesto 198 a finales de 2006. La RIAA lo certficó con el disco de platino tras vender más de 1 millón de copias en Estados Unidos, para diciembre de 2007 había vendido 1.1 millones de copias y para 2010 el álbum había vendido 1.5 millones de copias en dicho país. Im Not Dead debutó en el número 3 del UK Albums Chart en el Reino Unido vendiendo 39 000 copias en su primera semana y fue el álbum más vendido durante la tercera parte de 2006 con 848 000 copias vendidas. En enero de 2007 la BPI lo certificó con el triple disco de platino tras vender más de 900 000 copias. Para el 20 de mayo de 2007 ya había superado el millón y se mantuvo un total de 84 semanas en el top 65. En octubre de ese año volvió a entrar en la lista de álbumes del Reino Unido.
En Australia tras 26 semanas de su publicación, I'm Not Dead alcanzó el primer puesto convirtiéndose en el primer número 1 de Pink en ese país. El álbum tuvo el récord de permanecer en el top 10 durante 62 semanas consecutivas y es hasta la fecha el álbum más exitoso de Pink en Australia junto con Funhouse. Fue el segundo álbum más vendido durante 2006 y 2007 y fue el primer álbum de una artista femenina americana en llegar al primer lugar. En la semana del 16 de junio de 2008 el álbum volvió a entrar en las listas en el puesto 34 y para julio de ese año había llegado a las 100 semanas. En dicha semana la ARIA lo certificó con 9 veces platino tras vender 630 000 copias. Posteriormente recibió el 11X Platino tras llegar a las 770 000 copias vendidas. Fue el álbum más vendido en Australia durante la tercera parte de la década de 2000. En Canadá el álbum debutó en el número dos con 13 000 copias vendidas en su primera semana, y la CRIA lo certificó con el disco de platino tras vender 100 000 copias. En Nueva Zelanda alcanzó el primer puesto a la séptima semana de su publicación y en Alemania fue su primer álbum en llegar al número uno.

## Sencillos
- "Stupid Girls": Fue el primer sencillo lanzado por la artista logrando un gran éxito, el sencillo logró vender más de 4.3 millones de copias a nivel mundial. Tanto la canción como el video causó gran polémica en Hollywood debido a la temática de la que habla canción, haciendo mofa a otras artistas como Paris Hilton, Lindsay Lohan, Pamela Anderson y Jessica Simpson. El video fue dirigido por Dave Mayer. El tema llegó al puesto 12 del Billboard Hot 100 y recibió una nominación al Grammy en la categoría "Mejor intérprete femenina".

- "Who Knew": Fue seleccionada como el segundo sencillo del álbum, aunque al principio no tuvo un gran recibimiento, el sencillo logró tener más éxito que su antecesor al vender 4.4 millones de copias a nivel mundial y alcanzado el puesto 9 en el Billboard Hot 100 Según la cantante, la canción habla de un gran amigo de ella el cual era drogadicto, esto se refleja en el video de la canción.

- "U + Ur Hand": Aunque se había previsto que iba a ser el primer sencillo del álbum, la canción se lanzó como tercer sencillo, el video fue filmado al mismo tiempo que "Stupid Girls". En la canción se refleja el pensamiento que tiene la cantante referente al feminismo, al igual que "Who Knew", la canción no tuvo mucho éxito en sus inicios pero luego llegó a posicionarse de los primeros lugares a nivel mundial vendiendo más de 4.3 millones de copias y alcanzado el puesto 9 en el Billboard Hot 100.

- "Nobody Knows": Es el cuarto y último sencillo lanzado a nivel mundial por la cantante, es una balada que en un principio tuvo gran acogida pero que no tuvo tanto éxito como sus antecesores, el sencillo logró vender más de 1.5 millones de copias a nivel mundial.

### Otras canciones
En algunos países como Australia y Nueva Zelanda se lanzaron otros sencillos debido a la gran acogida que tiene la cantante en estos países, los sencillos fueron:
- "Dear Mr. President": La canción es una de las más aclamadas del álbum debido a su contenido lírico. En palabras de la propia cantante, la canción es una carta abierta hacia el entonces presidente de los Estados Unidos George Bush. En la canción se tocan temas como la violencia y la homosexualidad en forma de preguntas, el sencillo logró vender más de 1.5 millones de copias. Su video son fragmentos del I'm Not Deat Tour.

- "Leave Me Alone (I'm Lonely)": Al igual que "Dear Mr President", el video de la canción son fragmentos de su tour y de igual forma tuvo una gran acogida sobre todo en Australia donde llegó al puesto número 5.

- "'Cuz I Can": Fue lanzado en formato de descarga digital en Australia, alcanzando el top 20 en las listas de descarga digital.[22]

## Promoción

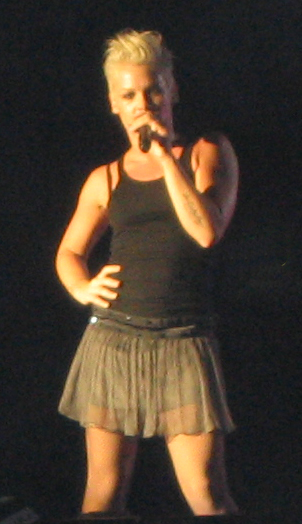
Pink en una presentación en octubre de 2006 durante el I'm Not Dead Tour

El 28 de marzo de 2006 en el sitio web oficial de MTV el álbum apareció en una sección llamada The Leak, en donde se puede escuchar un álbum una semana antes de su publicación. Ese mismo mes Pink interpretó las canciones del álbum en Nueva York durante una presentación en vivo para MTV. El bonus track "Fingers" fue utilizado en un comercial de teléfonos celulares en Taiwán y Corea.. "Long Way to Happy" apareció en un episodio de la serie de MTV The Hills. "Who Knew" se utilizó para promocionar el programa de televisión October Road de ABC en marzo de 2007, por consiguiente aumentaron las descargas de la canción y de esta manera pudo aparecer en el Billboard Hot 100. La canción "I'm Not Dead" fue utilizada en un episodio de la última temporada de la serie Charmed. "Dear Mr. President" se utilizó durante la clausura del final de la cuarta temporada de la serie The L Word.

### I'm Not Dead Tour
Pink comenzó el I'm Not Dead Tour en Estados Unidos el 24 de junio de 2006 en Chicago (Illinois) terminó en Dallas (Texas) después de una veintena de espectáculos. Comenzó la gira europea el 8 de septiembre del mismo año en Estambul y terminó en Millan el 21 de diciembre, tras dar más de 50 conciertos. Un DVD de un concierto de esta etapa de la gira fue publicado en abril de 2007 con el nombre de Pink: Live from Wembley Arena. En 2007 regresó a los Estados Unidos para acompañar a Justin Timberlake en su gira Future Sex/Love Show. Ese mismo año comenzó su gira por Australia donde tuvo que añadir fechas adicionales debido a la alta demanda en ese país. Durante el tour logró vender más de 370.000 entradas, transformadolo en el tou más exitoso en Australia por parte de una artista femenina. Rompió otro récord al ser la única artista femenina al presentarse en 7 shows consecutivos en Sídney con las entradas totalmente agotadas. Sony BMG Australia publicó una edición especial del I'm Not Dead Tour el 17 de marzo de 2007, que contiene al álbum original con 2 bonus tracks y un DVD que contiene actuaciones en vivo y vídeos musicales.

## Lista de canciones
1. "Nobody Knows" (Pink, Billy Mann, Robin Mortensen Lynch) – 3:59
2. "Who Knew" (Pink, Max Martin, Lukasz Gottwald) – 3:28
3. "Long Way to Happy" (Pink, Butch Walker) – 3:49
4. "Stupid Girls" (Mann, Pink) – 3:59
5. "Dear Mr. President" (con Indigo Girls) (Pink, Mann)– 4:33
6. "I'm Not Dead" (Pink, Mann) – 3:46
7. "'Cuz I Can" (Pink, Martin, Gottwald) – 3:43
8. "Leave Me Alone (I'm Lonely)" (Pink, Walker) – 3:18
9. "U + Ur Hand" (Pink, Martin, Gottwald, Rami) – 3:34
10. "Runaway" (Pink, Mann) – 4:23
11. "The One that Got Away" (Pink, Mann) – 4:42
12. "I Got Money Now" (Pink, Mike Elizondo) – 3:55
13. "Conversations with My 13 Year Old Self" (Pink, Mann) – 3:50
14. "Fingers" [International Bonus Track](Pink, Mann) – 3:44
15. "Centerfold" [Canción especial en el Reino Unido](Pink, Greg Kurstin, Cathy Dennis) - 3:47
16. "I Have Seen the Rain" [Canción oculta junto con Jim Moore]

### Contenido del DVD
UK Dualdisc
1. Entire Album in 5.1 Surround Sound & Enhanced Stereo
2. Preview of the Live in Europe Concert DVD
3. Interview with Pink
4. Pink Presents: The Stupid Girls
5. "Stupid Girls" Music Video
6. "Stupid Girls" Outtakes

Australian Tour Edition
1. "Stupid Girls" – Video
2. "Who Knew" – Video
3. "U + Ur Hand" – Video
4. "Nobody Knows" – Video
5. "Dear Mr. President" – Live
6. "Leave Me Alone (I'm Lonely)" – Live
7. "Stupid Girls" – Making Of
8. "U + Ur Hand" – Making Of

US Platinum Edition
1. "Stupid Girls" – Making of the Video
2. "U + Ur Hand" – Making of the Video
3. "Stupid Girls" – Video
4. "U + Ur Hand" – Video
5. "Who Knew" – Video
6. "Nobody Knows" – Video
7. "Dear Mr. President" – Video
8. "U + Ur Hand" - Live Performance
9. "Who Knew" - Live Performance
10. "Just like a Pill" - Live Performance
11. "Dear Mr. President" real indigo girlz - In-Studio Performance

## Videos
- 2005: Nobody Knows
- 2005: Stupid Girls
- 2006: U + Ur. Hand